# Аргеніс Мендес
Аргеніс Мендес (ісп. Argenis Mendez; 3 липня 1986) — домініканський професійний боксер, чемпіон світу за версією IBF (2013—2014) в другій напівлегкій вазі.

## Аматорська кар'єра
На Панамериканських іграх 2003 програв в першому бою Гільєрмо Рігондо (Куба).
На Олімпійських іграх 2004 програв в першому бою Максиму Третяку (Україна).
На чемпіонаті світу 2005 програв в другому бою Олексію Тищенко (Росія).

## Професіональна кар'єра
2006 року дебютував на профірингу. 10 вересня 2011 року зустрівся в бою за вакантний титул чемпіона світу за версією IBF в другій напівлегкій вазі з мексиканцем Хуаном Карлос Сальгадо і зазнав поразки одностайним рішенням.
9 березня 2013 року зустрівся з Сальгадо в реванші і нокаутував його в четвертому раунді. В першому захисті звів внічию бій з Арашом Усмані (Афганістан). 3 січня 2014 року зустрівся в бою з кубинцем Рансесом Бартелемі. Бартелемі нокаутував в другому раунді чемпіона світу, але оскільки завершальний удар провів вже після удару гонгу на перерву, результат бою був скасований, а бій був оголошеним таким, що не відбувся.
10 липня 2014 року, вдруге зустрівшись з Бартелемі, Мендес все-таки втратив титул чемпіона, програвши одностайним рішенням.